# (72609) 2001 FN17
2001 أف أن 17 (ويعرف أيضًا باسم (72609) 2001 أف أن 17 وفق تسمية الكوكب الصغير) (بالإنجليزية: 2001 FN17)‏ هو كويكب ضمن حزام الكويكبات؛ وترتيبه 72609 من حيث الاكتشاف.
اكتُشف هذا الجُرم الفلكي بواسطة مرصد لويل للبحث عن الأجرام القريبة من الأرض في 19 مارس 2001.

## وصلات خارجية
- (72609) 2001 FN17 في قاعدة بيانات مختبر الدفع النفاث لأجرام النظام الشمسي الصغيرة

- الاكتشاف · مخطط المدار ·  العناصر المدارية · المعلمات المادية

- (72609) 2001 FN17 على موقع ويكي سكاي: DSS2, SDSS, GALEX, IRAS, Hydrogen α, X-Ray, Astrophoto, Sky Map, Articles and images